# 퓐섬
퓐섬(덴마크어: Fyn)은 덴마크에서 두 번째로 큰 섬이다. 인구는 44만 5천명으로, 중심 도시는 섬 북부의 오덴세이다.
남덴마크 지역의 동부에 위치한 섬이며, 덴마크에서 가장 큰 셸란섬과는 스토레벨트 해협을 사이에 두고 스토레벨트 다리로 연결되어 있으며, 본토인 윌란반도와는 릴레벨트 해협의 두 다리로 연결되어 있다.

## 같이 보기
- 에스코우성